# Смирненьке
Сми́рненьке (рос. Смирненькое) — село у складі Кулундинського району Алтайського краю, Росія. Входить до складу Семеновської сільської ради.

## Населення
Населення — 327 осіб (2010; 354 у 2002).
Національний склад (станом на 2002 рік):
- росіяни — 77 %